# Toca-Sons
Jaume Masferrer, Toca-Sons, fou un bandoler. Formà part de la banda de Serrallonga. Posteriorment formà quadrilla pròpia. Fou executat l'any 1631.

## La Festa
Tradicionalment, la festa d'en Toca-sons se celebra els dies 24 i 25 d'agost dins els actes de la Festa Major de Taradell.
El personatge d'en Toca-Sons és interpretat cada any per un veí del municipi de Taradell que no se sap mai qui és fins al mateix dia de la Festa. Tan sols els responsables de preparar la festa en coneixen la identitat, ja que en ells recau el pes de la tria.
El dia 24, es fa una edició d'en Toca-Sons infantil. El nom de la festa d'aquest Jaume Massferrer petit, és Toca-Canalla. Aquest petit bandoler és interpretat per un nen, veí del poble de Taradell. Aquesta festa, actualment, se celebra cada dos anys.
El dia 25 es fan els actes centrals de la festa. Uns actes que solen iniciar-se amb diverses actuacions de teatre de carrer i les rondes del Sometent per la vila i el terme de Taradell. A mitja tarda arriba el moment més esperat, en Toca-sons entra a la vila i amb la seva aparició es desvela el secret més ben guardat de tota les festa: quin és el vilatà que representa al bandoler? A partir d'aquest instant els trets dels trabucs, l'olor de pólvora, les malifetes dels bandolers i les confrontacions entre sometents i bandolers s'apoderen de la vila. Després de realitzar diverses actuacions pels carrers del poble i irrompre en diversos comerços, en Toca-sons serà capturat i jutjat. El judici és una escena molt concorreguda i ens desvetllarà les dues darreres incògnites, si serà innocent o culpable i en el cas de ser declarat culpable si serà penjat a la forca o aconseguirà escapar. Un dels complements de la Festa d'en Toca-sons és el mercat del segle xvii. Aquest s'ubica a la Sagrera i ens mostra a través dels firaires i artesans oficis d'aquella època. Els sometents, els trabucaires, els firaires, la pólvora i sobretot el públic creen l'ambient idoni per endinsar-nos en el passat i la història d'una vila osonenca en temps de bandolerisme.